# Ptinus attritus
Ptinus attritus is een keversoort uit de familie klopkevers (Ptinidae). De wetenschappelijke naam van de soort werd in 1886 gepubliceerd door Arthur Sidney Olliff.